# 揚中市
揚中市（ようちゅう-し）は中華人民共和国江蘇省に位置する省直轄の県級市であり、しばらく鎮江市に代理管轄されている。

## 行政区画
- 街道:三茅街道、興隆街道
- 鎮:新壩鎮、油坊鎮、八橋鎮、西来橋鎮